# Kapelleberg

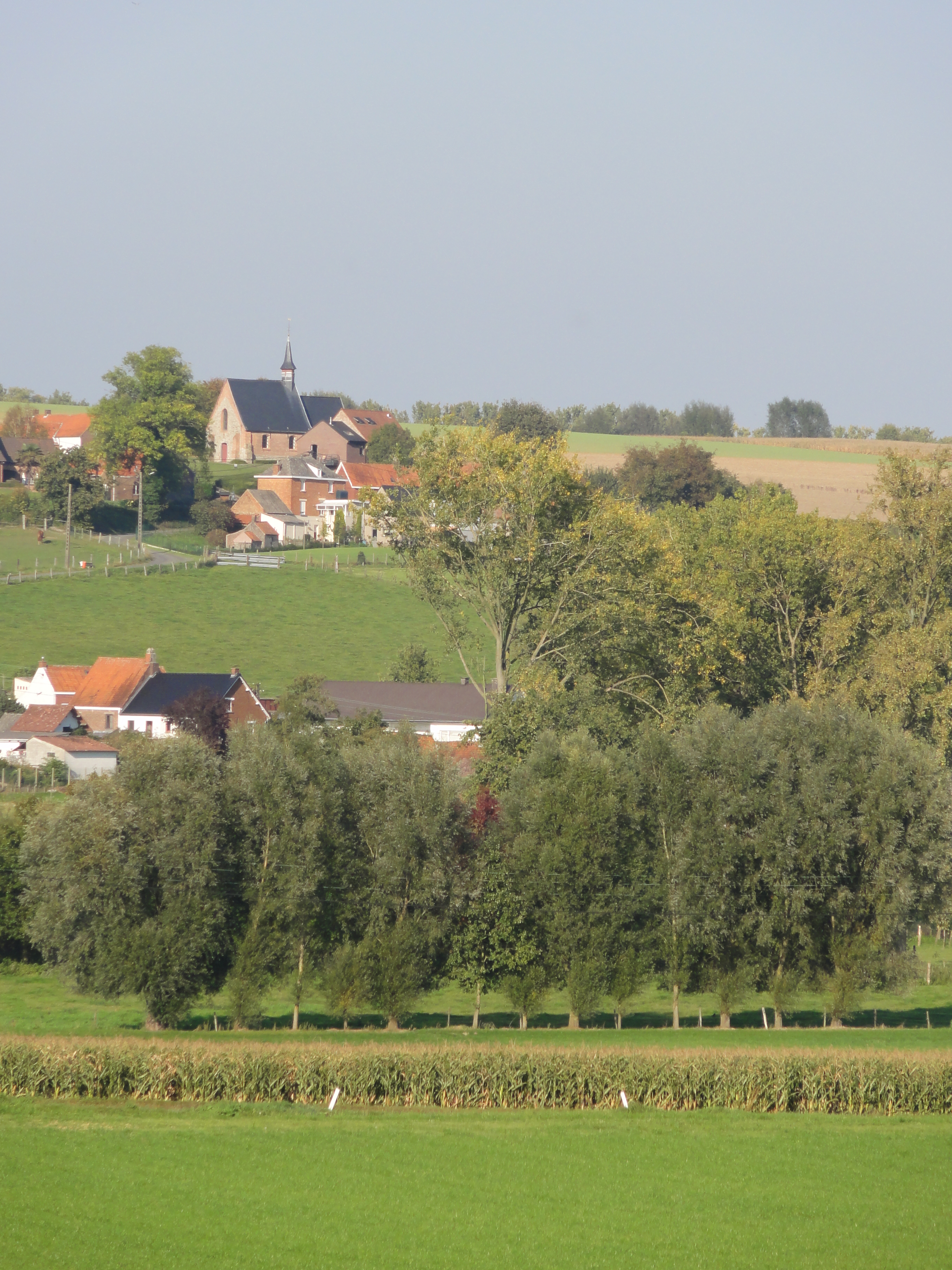
Kapelleberg met de Sint-Vincentiuskapel

De Kapelleberg is een helling en straat in Maarke, een dorp in de gemeente Maarkedal in de Vlaamse Ardennen in de Belgische provincie Oost-Vlaanderen. Halverwege de helling staat de Sint-Vincentiuskapel. De helling ligt ten noorden van Maarke (nabij Oudenaarde), tussen de Maarkebeekvallei en de grens met Mater. Ten westen ligt de Eikenberg, ten oosten de Boigneberg.

## Wielrennen
De helling is in 2002 en 2024 opgenomen in de Ronde van Vlaanderen, dat wil zeggen, officieel in het wedstrijdboek. De helling is echter veel vaker beklommen. Na de Eikenberg slaat men de Kokkerellestraat in en komt zo bij de Kapelleberg. Na de Kapelleberg volgt dan een afdaling naar de Boigneberg, in 2002 ging het echter direct naar de Leberg. In 2024 staat de helling als 2e beklimming op het menu, tussen de Oude Kwaremont en de Wolvenberg.
De helling kent een hoogteverschil van 68 meter (vanaf de voet gemeten, de renners "starten" echter ergens halverwege aan de klim. De top ligt op 97 meter. De lengte is 1.100 meter, waarvan de Ronde er 500 meter beklimt.
De helling wordt ook beklommen in de Internationale Junioren Driedaagse van Axel.
De helling is ook opgenomen in de rode lus van de recreatieve fietsroute Ronde van Vlaanderenroute.

## Afbeeldingen

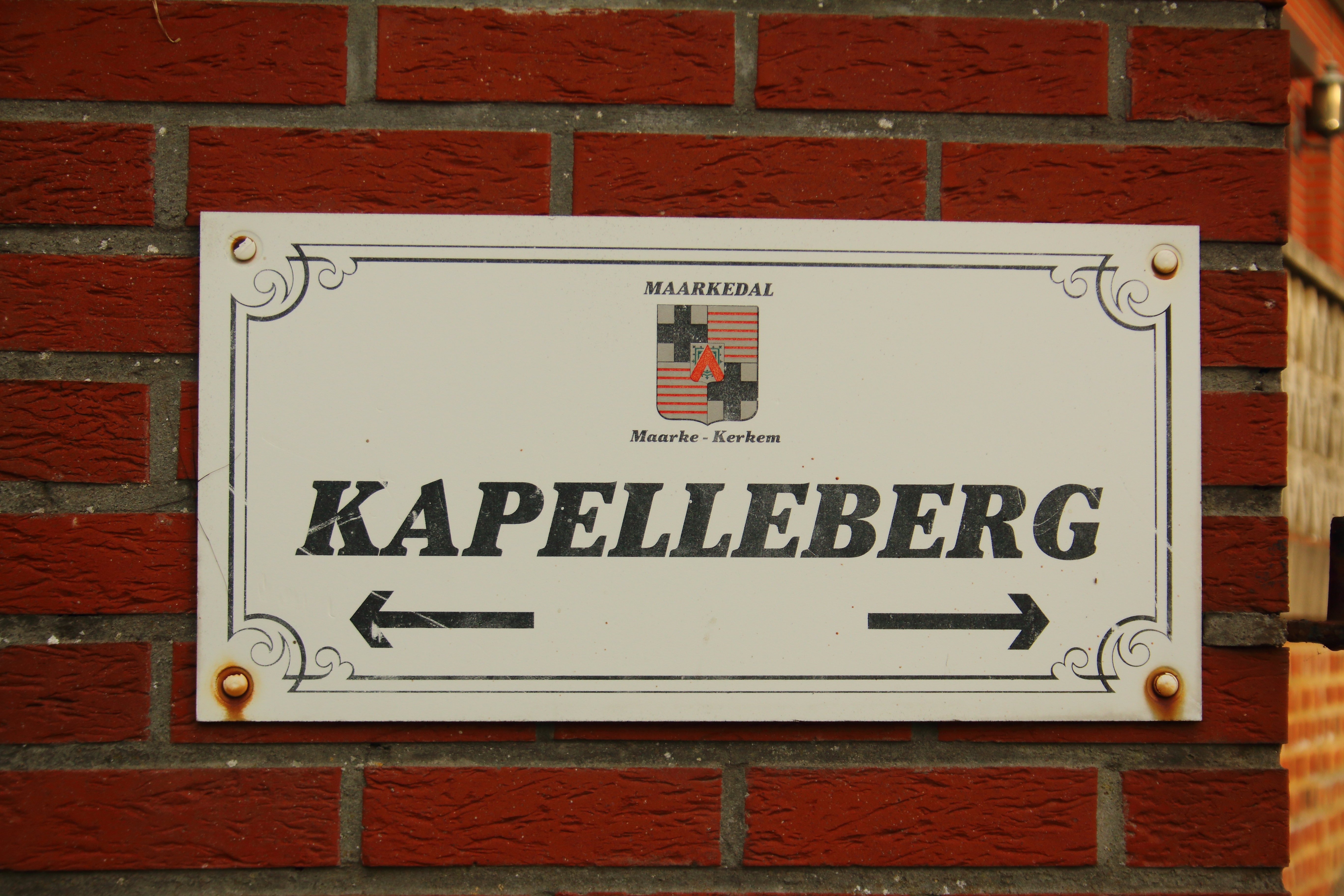
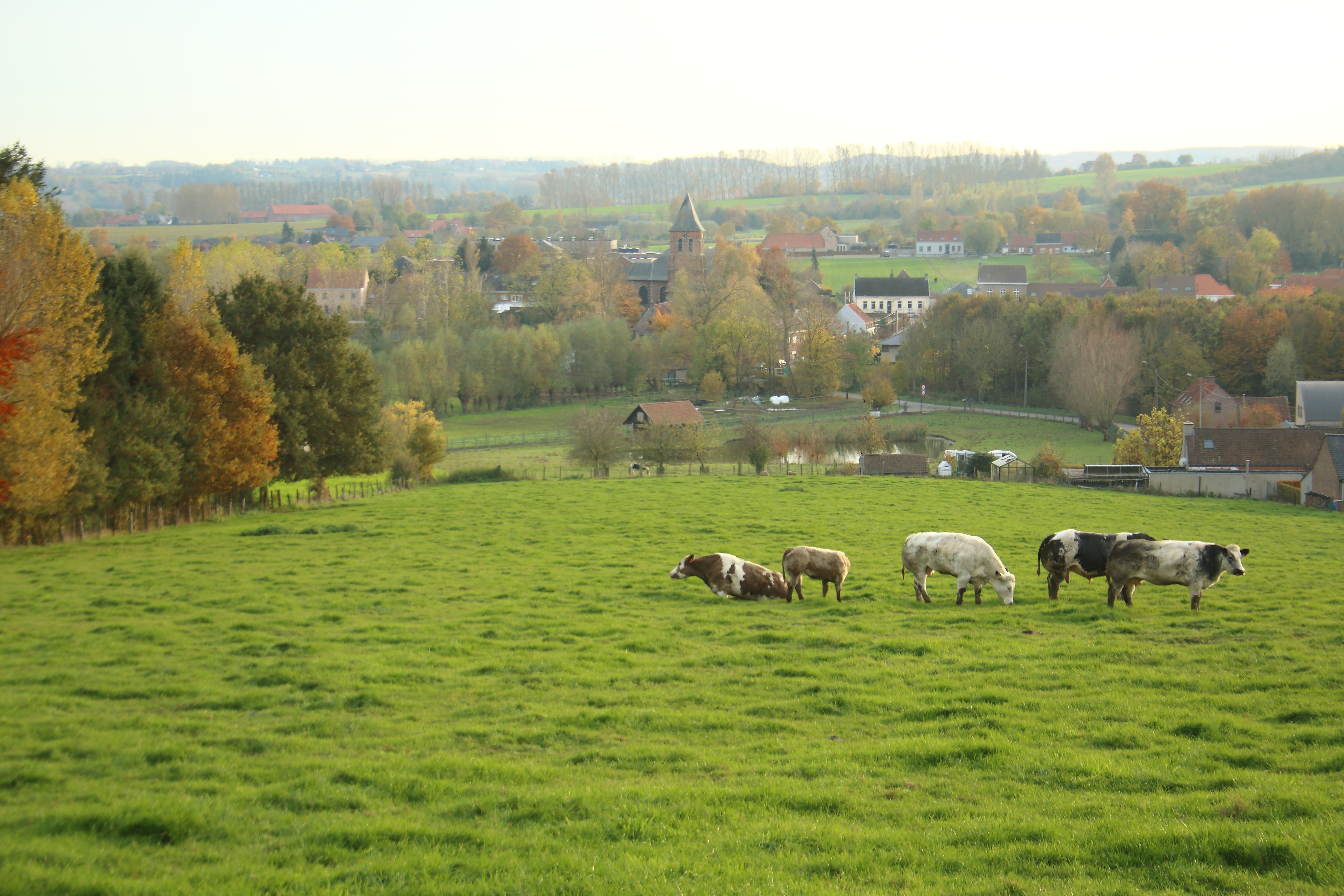
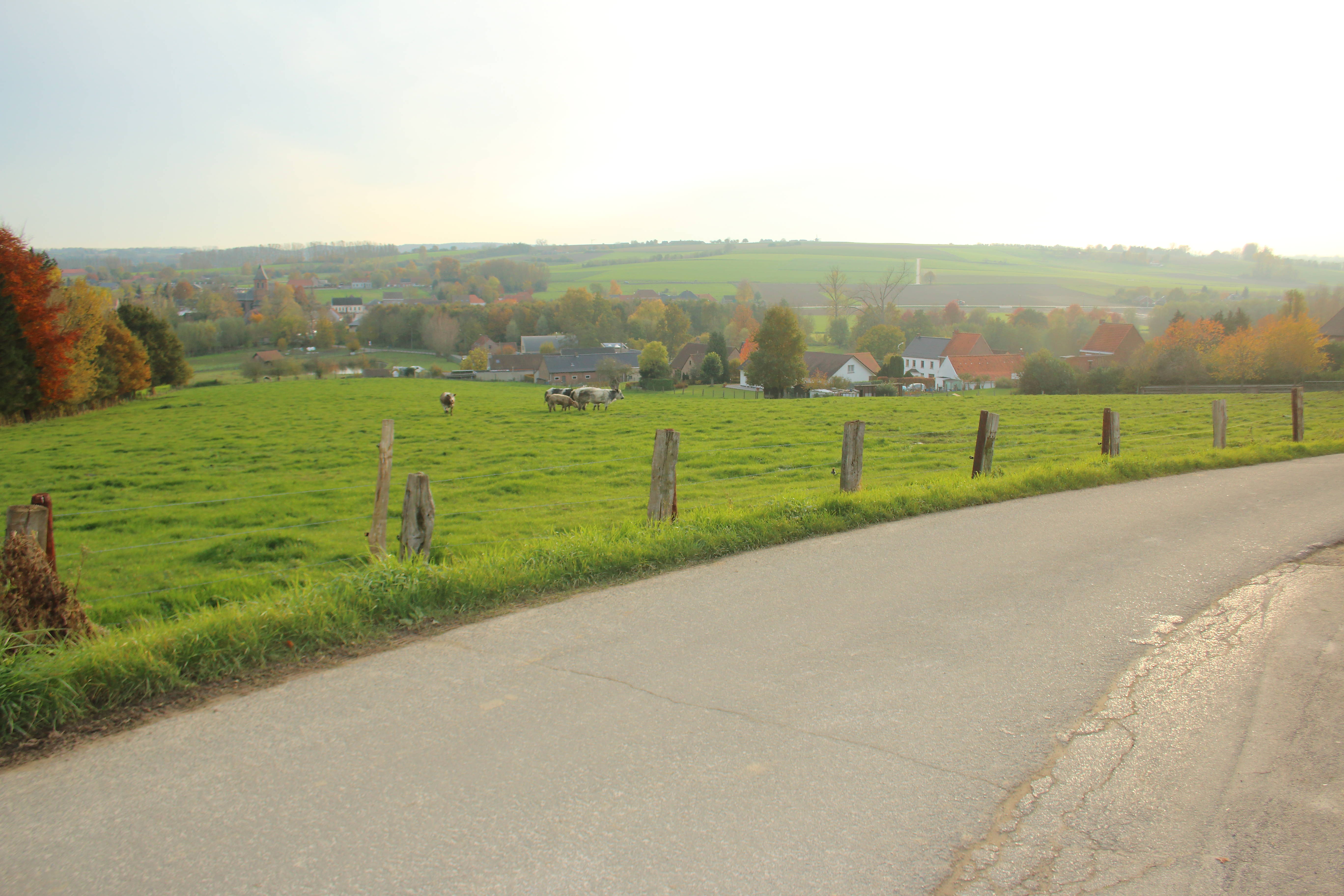